# Antonio Hierro
Antonio Ruiz Hierro (Vélez-Málaga, España, 5 de julio de 1959), más conocido como Antonio Hierro o Hierro I,  es un exfutbolista español. Antonio Hierro jugaba en la posición de defensa central.
Durante unos años llegó a coincidir con su hermano Manolo Hierro, en el CD Málaga, por lo que éste era conocido como Hierro II y Antonio, al ser mayor, como Hierro I. Fernando Hierro es el tercero de los hermanos.

## Clubes
| Club         | País   | Año       |
| ------------ | ------ | --------- |
| CA Malagueño | España | 1978-1980 |
| CD Málaga    | España | 1980-1988 |
| Hércules CF  | España | 1988-1990 |